# 全国中学選抜レスリング選手権大会
全国中学選抜U15レスリング選手権大会（ぜんこくちゅうがくせんばつ―せんしゅけんたいかい）は、全国中学生レスリング連盟と東京都レスリング協会が主催する中学生レスリングの全国大会である。毎年11月から12月に駒沢オリンピック公園総合運動場体育館で開かれる。男子10階級・女子9階級で争われる。後援は日本レスリング協会。

## 歴史
平成22年より東京都知事杯として第1回大会を開催。2014年で5回目を迎える。

## 参加資格
- 開催年の4月2日現在中学生である者
- 開催年度、日本レスリング協会に選手登録をしている者
- スポーツ傷害保険に加入している者
- 所属中学校長の承諾を得ている者
- 全国中学生選手権、都道府県ブロック大会、各都道府県大会等における出場経験者
- 区市町村大会またはこれに順ずる大会でベスト８以上の入賞者
- 監督推薦

## ルール
世界レスリング連合ルール（スクールボーイ&スクールガール）による。一部、全国中学生レスリング連盟規定を適用する。全国中学生レスリング連盟の競技規定に従いトーナメント方式で行う。各階級ともフリースタイルのみで、2分2ピリオド、30秒ハーフタイムで行う（2014年現在）。

## 階級
男子フリースタイル
- 29k～35kg級
- 38kg級
- 42kg級
- 47kg級
- 53kg級
- 59kg級
- 66kg級
- 73kg級
- 85kg級
- 100kg級

女子フリースタイル
- 28kg～34kg級
- 37kg級
- 40kg級
- 44kg級
- 48kg級
- 52kg級
- 57kg級
- 63kg級
- 70kg級

## その他
- 5位以内に入賞した男子選手は、翌年4月に開催される「JOC杯ジュニアオリンピック全日本ジュニアレスリング選手権大会」男子カデットの部への出場資格が与えられる。（年齢制限あり）
- 3位までに入賞した選手は（中学3年生を除く）は翌年度の全国中学生選手権のシード権を与える。